# ياكوف بوريسوفيتش كنياشنين
ياكوف بوريسوفيتش كنياشنين (كنياجنين) (3 نوفمبر 1742/1740 - 1 يناير 1791) (الروسية: Я́ков Бори́сович Княжни́н) كاتب روسي عاش في القرن الثامن عشر، واشتهر بمسرحياته التراجيدية، ويُعَدُّ أفضل كاتب مسرحي روسي في فترة حكم كاترين الثانية.

## سيرته
ولِدَ ياكوف بوريسوفيتش كنياشنين في مدينة بسكوف في عام 1740 أو 1742، في أسرة ميسورة الحال، وكان أبوه نائب الحاكم على المدينة، تلقَّى ياكوف تعليمه في أكاديمية سانت بطرسبورغ، وعقب تخرُّجه بدأ تدريبه المهنى في عام 1755 في مجلس العدل، ثُمَّ عمل مترجماً في 1757، ودخل بعدها في السلك العسكري، وعمل سكرتيراً لدى كيريل رازوموفيسكي في 1762. تزوَّج ياكوف في عام 1770 من إيكاترينا سوماروكوف، وهي ابنة الأديب الروسي الشهير ألكسندر بيتروفيتش سوماروكوف، وامتلك الزوجان واحداً من أشهر الصالونات الأدبيَّة في روسيا. وفي 1773 حُكِمَ على ياكوف باللإعدام بعد أن أنفق ستة آلاف روبل من أموال الضرائب، غير أن الحكم خُفِّض بعد ذلك، وفي المقابل جُرِّد ياكوف من لقب النبالة ومن رتبته كضابط عسكري، وفي 1777 عفت عنه كاترين الثانية وأعادت إليه لقبه ورتبته العسكريَّة. عمل ياكوف بعد ذلك سكرتيراً لدى إيفان بيتسكوي، ثُمَّ تقاعد من منصبه العسكري، ودرَّس الأدب الروسي في المدرسة العسكريَّة. تُوفِّي ياكوف في أوّل يوم من سنة 1791، وزعم بوشكين أنَّه قُتِل تحت تعذيب الشرطة السرِّية، بينما كتب ابنه في مقال يؤرخ فيه سيرة أبيه أنَّه توفِّي جراء أصابته بالحمى النزلية.

## أعماله
- «ديدونا» (Дидона – Didona، 1769، تراجيديا).
- «أولجا» (Ольга - Olga، 1778-1776، تراجيديا).
- «روسياف» (Росслав - Rosslav، 1784، تراجيديا).
- «فلاديمير النوفغورودي» (Вадим Новгородский – Vadim Novgorogsky، 1789/1788، تراجيديا، تُعنوَن كذلك «فلاديمير الشجاع»).
- «المتغطرس» (Хвастун – Khvastun، 1784-1785، كوميديا).
- «السواعد» (Чудаки – Chudaki، 1793، كوميديا).
- إضافة إلى أعماله المسرحيَّة فقد ألَّف عدد من الأوبرات أشهرها «حادثة العربة» (Несчастие от кареты – Neschactye ot karety، 1779).